# Kingston (Tennessee)
Kingston – miasto w Stanach Zjednoczonych, w stanie Tennessee, siedziba administracyjna hrabstwa Roane.